# Christian Burckhardt (Maler)
Christian Burkhardt, gelegentlich auch Christian Burckhardt (* 20. Januar 1856 in München; † 2. September 1943 in Weilheim in Oberbayern) war ein deutscher Glasmaler.

## Familie und Ausbildung
Christian Burkhardt war ein Enkel des Eisfelder Porzellanmalers und Stadtkämmerers Johann Burkhardt (1795–1879) und Sohn des Glasmalers Christian Heinrich Burckhardt, der zusammen mit seinem Bruder Heinrich Ludwig Burkhardt 1839 aus Eisfeld zum Studium an der Kunstakademie nach München gekommen war. Die Mutter war Mathilde, geb. Hopf, ebenfalls aus Eisfeld. Christian besuchte nach der Elementarschulzeit in der protestantischen Schule 1867 bis 1870 die drei ersten Klassen des Maximiliansgymnasiums in München. Nach kurzem Studium an der Kunstgewerbeschule schrieb er sich mit dem 1. Mai 1873 in der Münchener Kunstakademie. ein, wo Sándor Wagner (Antikenklasse), Georg Friedrich Ziebland (Baukunst), Johann Leonhard Raab (Kupferstecherklasse) und ab 1875 Alexander Strähuber und Ludwig von Löfftz seine Lehrer waren. Ab Ende der 1870er Jahre war er als Entwerfer und Zeichner im Familienbetrieb tätig, seit 1881 als Teilhaber der nun „Burkhardt & Sohn“ benannten Firma. 1893, nach dem Tod des Vaters, übernahm er die alleinige Leitung. 1881 heiratete er seine Cousine Louise, geb. Dressel, aus Eisfeld (1855–1933) und wohnte mit ihr in einem von Vater und Onkel 1863 erworbenen Haus in der Gabelsbergerstraße in München, wo sich im Rückgebäude auch die Werkstatt befand. Die Ehe blieb kinderlos. Nach dem Tod des Onkels erbte er dessen Haus in St. Georgen bei Diessen am Ammersee und übersiedelte nach dem Eintritt in den Ruhestand dorthin. Er verstarb im Alter von 87 Jahren im Krankenhaus in Weilheim.

## Tätigkeit
Christian Burkhardt entwarf und zeichnete Kartons mit Ornamenten zu den Aufträgen für Glasfenster, die aus Bayern und dem übrigen Deutschland, aber auch aus dem Ausland kamen. Er wurde zum herzoglich-bayerischen Hofglasmaler ernannt und war Mitglied des Münchner Vereins für Christliche Kunst.
Zu den Auftragsarbeiten um / ab 1880 gehörten vor allem solche für Kirchen im Elsass (Altkirch, Hagenau, Logelbach, Maßmünster, Obernai, Rosheim, Jung-St. Peter in Straßburg, Zillisheim), aber auch für St. Martin in Landshut, St. Lukas in München (kriegszerstört), die Stadtpfarrkirchen in Saalfeld und Sonneberg in Thüringen und das Ulmer Münster.